# Jürgen Säumel
Jürgen Säumel (Friesach, Austria, 8 de septiembre de 1984) es un exfutbolista austriaco que jugaba de centrocampista. Actualmente es entrenador del Sportklub Sturm Graz.

## Biografía
La carrera futbolística de Säumel ha estado siempre ligada al Sturm Graz. Jugó en las categorías inferiores hasta que en 2003 firmó un contrato profesional. Esa misma temporada debutó en la Copa de la UEFA.
En 2005, fue elegido capitán de su equipo.
En verano de 2008 fue fichado por el Torino de la Serie A, en la que marcó dos goles durante la temporada 2008-09.
El 11 de mayo de 2018 anunció su retirada como futbolista profesional después de estar una temporada sin equipo.

### Selección nacional
Fue internacional con la selección de fútbol de Austria en 20 ocasiones. Su debut com internacional se produjo el 17 de agosto de 2005 en un partido contra Escocia.
Fue convocado por su selección para participar en la Eurocopa de Austria y Suiza de 2008. Participó en los tres partidos que su equipo disputó en el campeonato.

## Clubes
| Club                    | País     | Año       |
| ----------------------- | -------- | --------- |
| SK Sturm Graz           | Austria  | 2001-2008 |
| Torino FC               | Italia   | 2008-2010 |
| Brescia Calcio (cedido) | Italia   | 2010      |
| MSV Duisburgo           | Alemania | 2011      |
| SK Sturm Graz           | Austria  | 2011-2013 |
| SC Wiener Neustadt      | Austria  | 2013-2014 |
| FC Wacker Innsbruck     | Austria  | 2014-2017 |